# جردن بون
جردن بون (انگلیسی: Jordan Boon؛ زادهٔ ۲۶ نوامبر ۲۰۰۰) بازیکن فوتبال است.
از باشگاه‌هایی که در آن بازی کرده‌است می‌توان به باشگاه فوتبال بولتون واندررز اشاره کرد.